# Lunar Reconnaissance Orbiter
Il Lunar Reconnaissance Orbiter (LRO) è un orbiter destinato allo studio della Luna, il cui lancio è avvenuto dalla Air Force Station a Cape Canaveral, in Florida il 18 giugno 2009 attraverso un vettore Atlas V assieme al Lunar Crater Observation and Sensing Satellite (LCROSS), una sonda per l'individuazione di ghiaccio sulla Luna.
È la prima missione ad implementare il piano Vision for Space Exploration e i suoi obiettivi primari erano esaminare le risorse lunari e identificare possibili siti di atterraggio per le successive missioni umane di esplorazione. L'esame preliminare della progettazione è stato completato nel febbraio 2006 e la revisione critica del progetto nel novembre dello stesso anno. 
Il costo totale della missione è di 583 milioni di dollari, di cui 504 milioni riguardano la sonda LRO principale e 79 milioni per il satellite LCROSS. La NASA ha previsto che la sonda ha abbastanza carburante per continuare le operazioni almeno fino al 2026. Uno degli obiettivi della NASA era anche quello di fotografare i siti di atterraggio di missioni spaziali del passato, in particolare i siti dov'erano atterrate le navicelle del programma Apollo.

## Settori di ricerca
Le aree di ricerca includono:
- analisi della topografia
- studio delle radiazioni provenienti dallo spazio profondo nei pressi dell'orbita lunare
- regioni polari lunari, inclusi possibili depositi di ghiaccio d'acqua
- mappatura ad alta risoluzione (massima 0.5 m) per aiutare la selezione e lo studio dei siti di atterraggio

Sotto lo sviluppo del Goddard Space Flight Center, la sonda sarà inserita in un'orbita polare per una missione della durata di un anno terrestre, con possibilità di una estensione fino a 5 anni, dove la sonda potrebbe anche funzionare da ripetitore per le telecomunicazioni di altre sonde lunari sulla superficie, come lander o rover. L'orbiter trasporta sei strumenti e un technology demonstrator:
- Cosmic Ray Telescope for the Effects of Radiation CRaTER[9] - uno strumento per la caratterizzazione delle radiazioni lunari e gli eventuali impatti biologici
- Diviner Lunar Radiometer Experiment DLRE - un esperimento per misurare le emissioni termiche superficiali lunari per ottenere importanti informazioni per le future operazioni e missioni di esplorazione sulla superficie
- LAMP - Strumento UV per osservare le zone della Luna permanentemente in ombra.
- LEND - uno strumento per misurare, creare mappe e rilevare eventuali depositi di ghiaccio d'acqua sottosuperficiali.
- Lunar Orbiter Laser Altimeter LOLA -  fornirà un modello globale della topografia lunare e una griglia geodetica
- Lunar Reconnaissance Orbiter Camera LROC[10] - composta da una coppia di camere ad angolo stretto (narrow-angle cameras - NAC) e una singola camera grandangolare (wide-angle camera WAC).
- Mini-RF - technology demonstrator per le tecnologie di comunicazioni

La mappatura ad alta risoluzione potrà mostrare alcuni componenti lasciati dalle missioni precedenti, e occuperà circa 70-100 TB di dati.

## Piano di volo
- Il Lunar CRater Observation and Sensing Satellite e il Lunar Reconnaissance Orbiter sono stati lanciati dalla Cape Canaveral Air Force Station il 18 giugno 2009 alle 21:32 UTC a bordo di un razzo Atlas V.[11]
- Alle 22:16:43 UTC, 44 minuti dopo il lancio, il Lunar Reconnaissance Orbiter si è separato dall'ultimo stadio del razzo vettore; circa un'ora e mezza dopo i pannelli solari della sonda risultavano correttamente dispiegati nello spazio.[11]
- Il 23 giugno, dopo un viaggio di cinque giorni, il Lunar Reconnaissance Orbiter è entrato in orbita attorno alla Luna alle 10:27 UTC.[12] Nei giorni seguenti sono state eseguite manovre per regolarizzare l'orbita. Al 26 giugno l'orbita della sonda risulta essere circolare, caratterizzata da una quota di 200 km dalla superficie lunare.[13]

## LCROSS

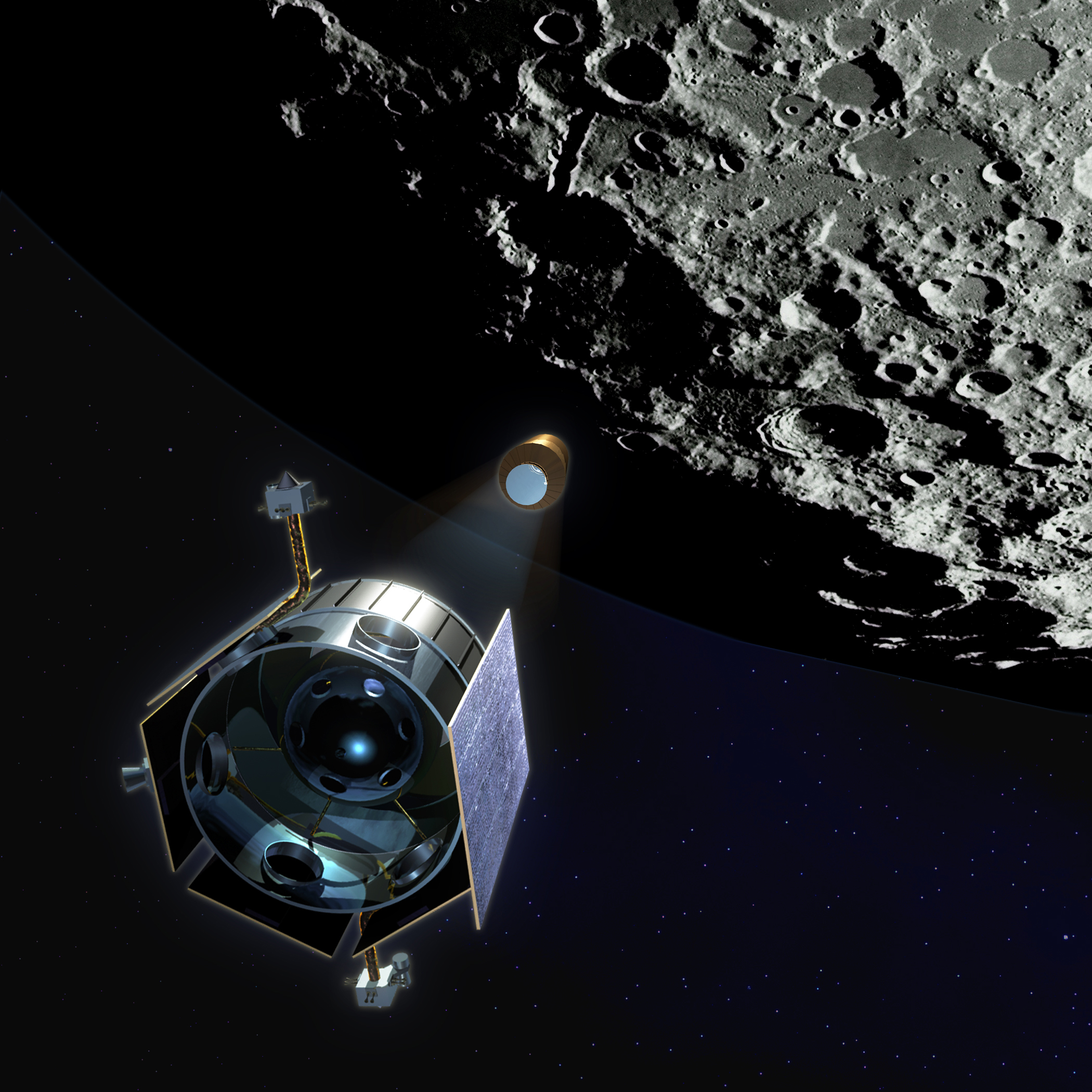
LCROSS

Durante la prima fase di definizione della missione lunare, la NASA ha vagliato due possibilità: il lancio del solo Lunar Reconnaissance Orbiter su un vettore Delta II; oppure, qualora le disponibilità di bilancio l'avessero permesso, l'utilizzo di un lanciatore più potente, l'Atlas V, e l'accostamento a LRO di una missione economica per l'individuazione di ghiaccio sulla Luna. Questa seconda soluzione è stata preferita, dopo aver selezionato il Lunar Crater Observation and Sensing Satellite (LCROSS) in una gara di opportunità tra 19 progetti.
Il Lunar CRater Observation and Sensing Satellite è stato progettato per osservare l'impatto dello stadio superiore del razzo vettore Centaur che l'avrebbe portato in orbita, su una regione permanentemente in ombra situata in vicinanza al Polo Sud della Luna. La missione si è conclusa il 9 ottobre 2009. L'analisi spettrale del pennacchio di detriti ha confermato la presenza di depositi di ghiaccio d'acqua nelle regioni lunari che si trovano permanentemente in ombra, come precedentemente suggerito dalla missione Clementine.

## Galleria d'immagini

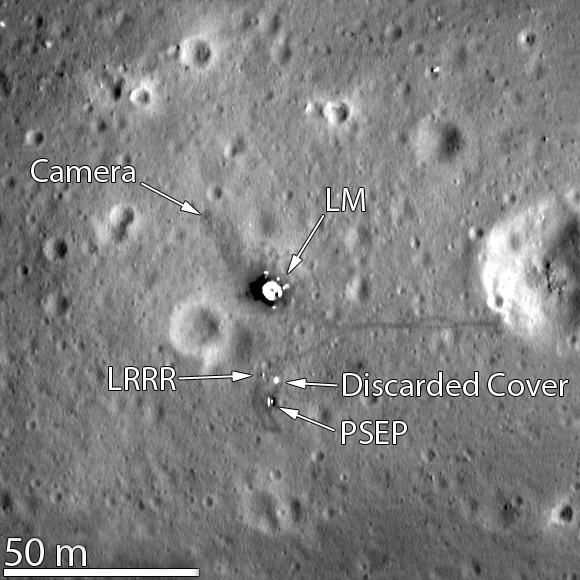
Il sito d'atterraggio dell'Apollo 11: sono visibili alcuni strumenti lasciati da Armstrong e Aldrin e le scie delle loro passeggiate (in scuro)
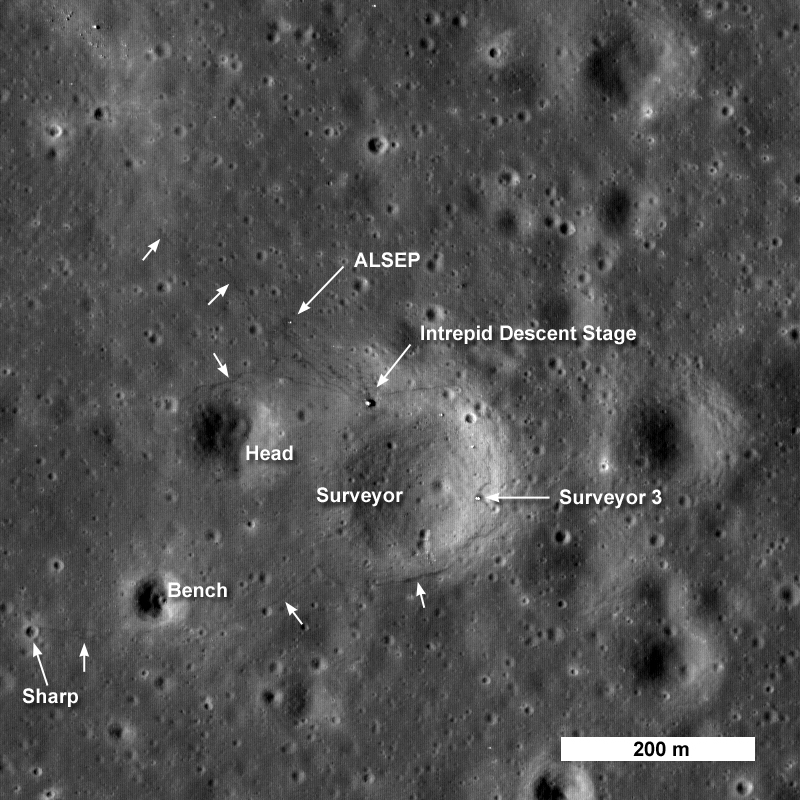
Il sito d'atterraggio dell'Apollo 12 e di Surveyor 3
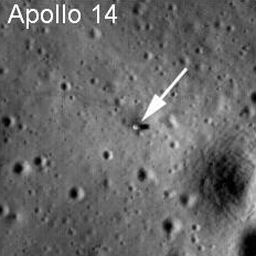
Il sito d'atterraggio dell'Apollo 14
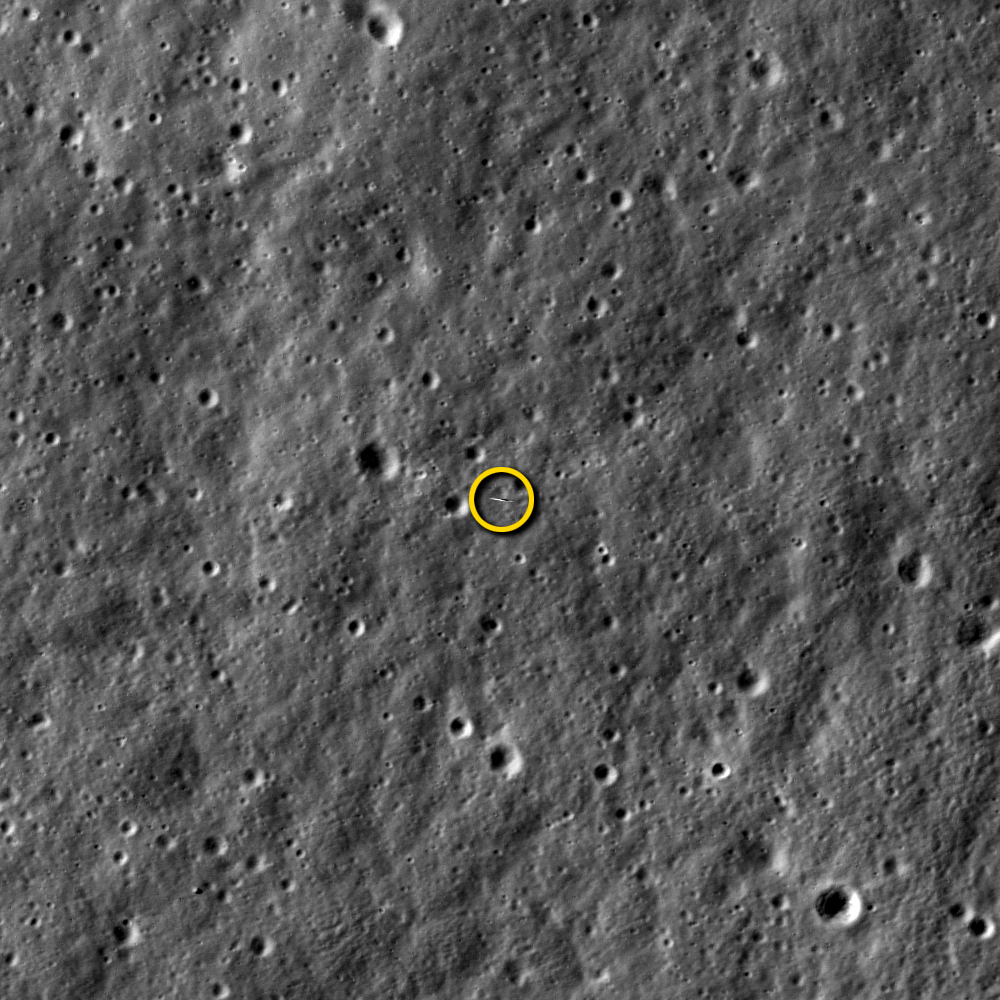
IL LADEE visto da LRO da una distanza di 9 km mentre orbitava anch'esso attorno alla Luna
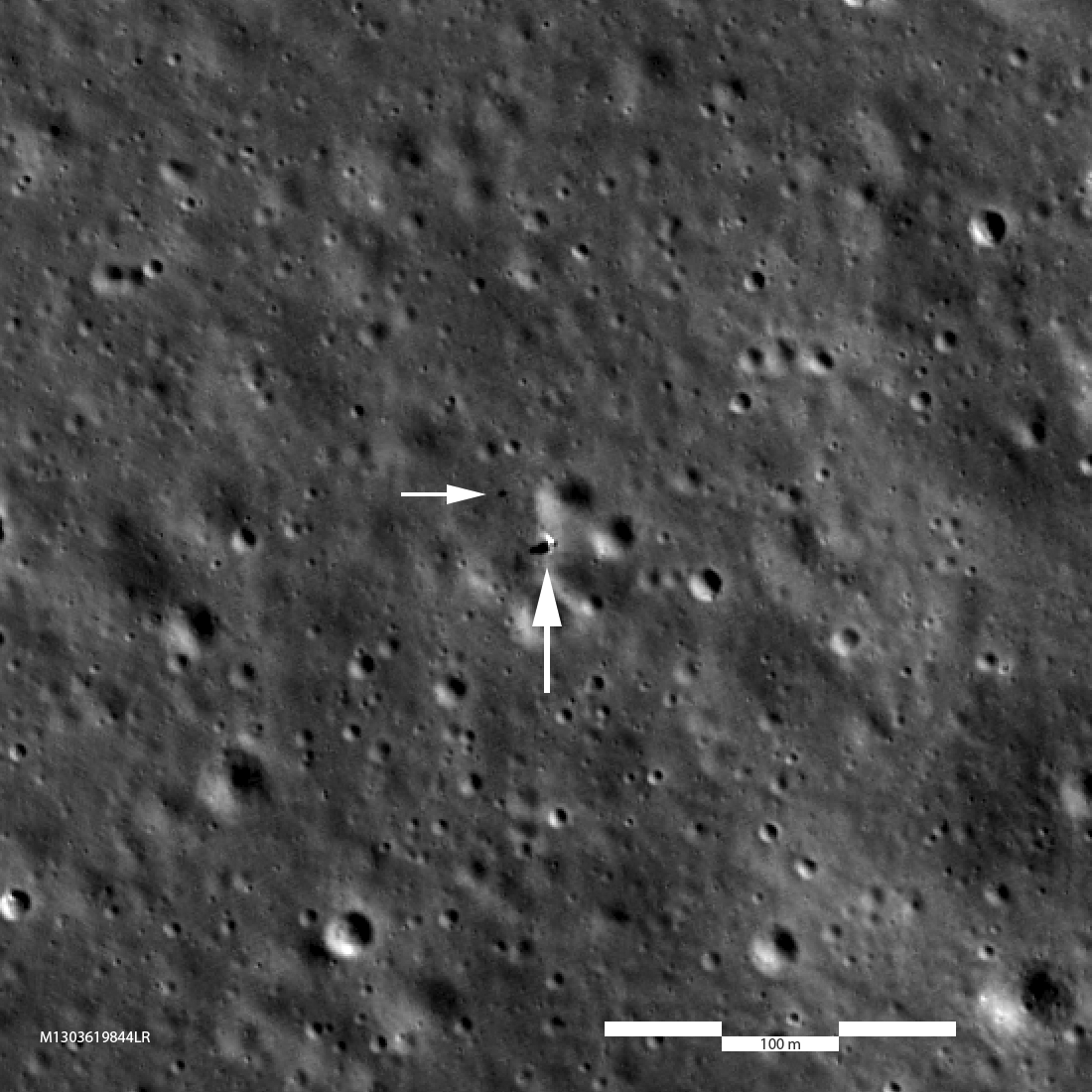
Il Chang'e 4 cinese ripreso da LRO: la freccia grande indica il lander, quella piccola il rover